# Velocitat de sincronisme
La velocitat de sincronisme en una màquina elèctrica de corrent altern és la velocitat a la que gira el camp magnètic rotant.

## Càlcul de la velocitat de sincronisme
La velocitat de sincronisme en una màquina de corrient altern depèn del nombre de parell pols i de la freqüència de la xarxa de subministrament elèctric.
On:
- {\displaystyle f_{e}} és la freqüència del sistema, en Hz.
- {\displaystyle p} és el nombre de parell de pols en la màquina.
- La velocidad de sincronisme {\displaystyle \omega } donada en radians per segon (rad/s), i la velocitat {\displaystyle n} donada en revolucions per minut (rpm).

## Consideracions
- La velocitat de sincronisme en una màquina síncrona és igual a la velocitat del rotor.[2]
- La velocitat de sincronisme en un motor asíncron és lleugerament superior a la velocitat del rotor, d'aquesta manera es genera una tensió induïda en el debanat rotòric. En el cas oposat funcionarà com un generador. El motor asíncron mai gira a velocitat síncrona. Per tant, la velocitat a la que gira es denominada velocitat subsíncrona i el motor es denomina motor asíncron.[2]